# Jamie Hewlett
Jamie Christopher Hewlett (Horsham, Inglaterra; 3 de abril de 1968) es un historietista y diseñador británico, conocido por ser uno de los creadores del cómic Tank Girl y cofundador de la banda Gorillaz junto a Damon Albarn. además de estar presente en varios proyectos de animación, colaborando con animadores como J. G. Quintel.

## Biografía

### Primeras tiras cómicas yTank Girl
Mientras estudiaba en la Northbrook College en Worthing al oeste de Sussex, Inglaterra; Hewlett, Alan Martin y un compañero estudiante llamado Philip Bond crearon un fanzine llamada Atomtan. Esto atrajo la atención de Brett Ewins. Después de dejar la universidad, Hewlett y Martin fueron invitados por Ewins a crear un nuevo material para una nueva revista que él estaba creando junto a Steve Dillon en 1988. La revista se llamó Deadline y creaba una mezcla de tiras cómicas producidas por creadores británicos y artículos basados en música y cultura.
Martin y Hewlett crearon Tank Girl, una serie de cómic anarquista sobre una chica punk que manejaba un tanque y que tenía a un canguro mutante como novio. La tira fue un éxito instantáneamente y rápidamente se convirtió en la sección más comentada de Deadline. El raro estilo de Hewlett se tornó popular y empezó a trabajar con bandas como Senseless Things y Cud, proveyendo portadas para los discos de estas.
También diseño la decoración para un club llamado The Factory en Worthing. El diseño consistía en líneas rojas y verdes, una pared con paneles reventados de Tank Girl contra otros de los setenta, un Ford Escort colgando del techo y retretes con páginas de viejas tiras cómicas anuales pegadas a ellos. The Factory desde ese entonces ha sido reamueblada y renombrada varias veces.
Para el año 1992 Hewlett se había convertido en un importante creador en la industria de las tiras cómicas, y uno de los pocos en entrar en la industria principal. Ha trabajado con el escritor Peter Milligan en Hewligan’s Haircut en 2000 AD en las entregas 700 hasta 707. Las series fueron luego recopiladas en libros de comercio. También estuvo involucrado en realizar las portadas y el arte para Shade, the Changing Man, también escrita por Milligan para DC Comics.
Tank Girl fue considerada en ser convertida en un filme por MGM después de ser considerado entre muchos otros por Steven Spielberg. El filme fue estrenado en 1995 y presentaba a Lory Petty como Tank Girl. Fue un fracaso comercialmente y con la crítica, y fue rechazado por sus fanáticos que alegaban que el filme no había capturado la esencia de la tira original. Hewlett estuvo muy poco involucrado en la película.
Hewlett también dirigió una miniserie de Tank Girl para el sello Vertigo de DC Comics escrita por Peter Milligan, al igual que ayudó en crear un filme para Vertigo. Hewlett siguió involucrado con bandas de los mediados de los 90, incluyendo el ilustrar una tira cómica sobre la canción de Pulp, «Common People».
Deadline fue eventualmente cancelada en 1996 debido a ventas decrecientes en un cambiado mercado y con Hewlett concentrado en trabajar en anuncios y guiones para la televisión, más notablemente la serie infantil SMTV Live junto al dúo cómico Ant & Dec. También creó la cómica Get the Frebbies publicada mensualmente en la revista de moda The Face. Las historias, así como eran, seguían las hazañas de Terry Phoo, un gay budista que hacía cumplir las leyes y Whitey Action que era un enigmático joven anarquista con mala actitud, y ellos peleaban en contra de sus archienemigos The Frebbies Gang del título. La dinámica entre los dos héroes era muy parecida a la que tenían Tank Girl y su mutante novio canguro Booga —ella siendo la inteligente y el siendo el tonto— con los episodios siendo contados desde el punto de vista de la protagonista femenina. La función prioritaria de la tira cómica era el poder dejar a Jamie ventilar su opinión sobre los ídolos mediáticos y las modas de esos días, la historia a veces tomaba un segundo lugar ante las bromas. La tira cómica continuó por un año pero la segunda serie fue cancelada por un cambio en el equipo editorial de la publicación.

### Trabajos con Damon Albarn
En este tiempo se muda a un apartamento junto a Damon Albarn de la banda Blur, después de terminar este con su novia Justine Frischmann —miembro original de la banda Elastica—, fue mientras compartían el apartamento que concibieron la idea de crear Gorillaz, la primera banda virtual. Albarn trabajaría en la música, mientras Hewlett trabajaría en el diseño de los personajes, y ambos tuvieron ideas para los miembros de la banda. El primer sencillo de la banda fue lanzado en el 2000 seguido por el primer álbum de la misma en 2001, luego en 2002 sacaron G-Sides como lado B de Gorillaz, teniendo en este material que no había sido utilizado en el primer álbum. En 2005, su segundo álbum de estudio Demon Days fue lanzado. En 2007 Gorillaz sacó un disco titulado como D-sides, siendo lo mismo que G-Sides para Demon Days. En 2010 sacaron The Fall y Plastic Beach, y en 2017 sacaron su álbum Humanz. Todos sus álbumes han sido sucesos populares. La banda también se presentó «en vivo» en varias ocasiones durante 2005, incluyendo presentaciones en los MTV Europe Music Awards del 2005, una presentación en el Manchester Opera House y una similar en el Teatro Apollo en Nueva York, donde la banda tocaba incluyendo los diseños de Hewlett. Actualmente, la banda toca en vivo con personas reales. Un filme sobre Gorillaz se propuso pero nunca fue hecho, aunque se obtuvo un documental: Bananaz.
En enero de 2006, el trabajo de Hewlett en Gorillaz le valió ser nominado por el Museo del Diseño al premio de diseñador del año, premio que terminó recibiendo en mayo de ese año. El 25 de mayo de 2006, tanto Hewlett como Albarn ganaron el premio conjunto de «Compositores del año» en los Premios Ivor Novello.
En 2007, Hewlett y Albarn estrenaron su primer gran trabajo desde Gorillaz, titulado Monkey: Journey to the West, una nueva versión de la antigua leyenda china Viaje al Oeste. Albarn escribió la música, mientras que Hewlett diseñó el conjunto, las animaciones y el vestuario. Escrito y adaptado por el director teatral Chen Shi-zheng, el espectáculo presentó 45 acróbatas de circo chinos, monjes Shaolin y vocalistas chinos. Se estrenó en el Palace Theatre de Mánchester como parte del Festival Internacional de Mánchester, el 28 de junio de 2007. Hewlett y Albarn crearon la secuencia de animación que la BBC usó para presentar la cobertura de los Juegos Olímpicos de Pekín de 2008. La secuencia, titulada Journey to the East, utiliza el personaje principal de Monkey: Journey to the West.

## Influencias
A lo largo de su carrera como diseñador y caricaturista, las obras de Hewlett han contenido una selección diversa de influencias de una variedad de artistas diferentes.
Hewlett ha afirmado que sus principales influencias han sido las obras de dibujantes como Mort Drucker, Carl Giles, Jack Davis y Ronald Lowe. En una entrevista de 2012 para Absolut Vodka, Hewlett también enumeró la revista satírica estadounidense de Harvey Kurtzman, MAD, como una influencia principal de su arte. Hewlett ha mencionado también que está muy influenciado por los trabajos del animador estadounidense Chuck Jones de Warner Bros. Animation, y cita las obras de los artistas británicos Ronald Searle y Mike McMahon como influencias en su obra de arte. Hewlett fue influenciado no solo por las obras de Chuck Jones, sino también por varias caricaturas de la UPA. Hewlett también ha admitido estar muy inspirado por las personalidades de artistas como Robert Crumb, Jean-Michel Basquiat, Martin Kippenberger y Richard Caton Woodville, reconociendo el impacto que su arte tiene en su propio trabajo.
Durante una entrevista de 2012 con Alfred Dunhill, también menciona la primera película de la serie Star Wars como otra influencia principal en su obra de arte.
Hewlett admitió ser un gran admirador de las obras de Brendan McCarthy, más específicamente su trabajo en su cómic Strange Days. Hewlett ha dicho que el historietista francés Moebius es una gran influencia en su arte, calificándolo de «increíblemente inspirador» y diciendo que lo considera «uno de los mejores». Además de Moebius, Hewlett ha sido fuertemente influenciado por las obras de artistas como Tony Hart y Tanino Liberatore. En una entrevista con The Daily Telegraph, Hewlett también mencionó que era un fanático del animador estadounidense Brad Bird y su trabajo en Family Dog, así como de las viñetas del dibujante estadounidense Charles Schulz, Peanuts.